# Burton Fleming
Burton Fleming is een civil parish in het bestuurlijke gebied East Riding of Yorkshire, in het Engelse graafschap East Riding of Yorkshire met 430 inwoners.